# Gran Premio de Alemania de Motociclismo de 1964
El Gran Premio de Alemania de Motociclismo de 1964 fue la segunda prueba de la temporada 1964 del Campeonato Mundial de Motociclismo. El Gran Premio se disputó el 18 y 19 de julio de 1964 en el Circuito de Solitude.

## Resultados 500cc
Después de su quinta victoria consecutiva, Mike Hailwood se aseguró el título mundial de la categoría de 500cc. Jack Ahearn llegó en la segunda lugar por delante de Phil Read. Hailwood ya tenía el número máximo de 40 puntos, Read fue segundo con 17 puntos.
.
La carrera y el título de Hailwood estuvieron eclipsados por el accidente Karl Recktenwald, que se cayó y fue atropellado por la moto de Walter Scheimann. Recktenwald murió en el hospital de Leonberg.
| Pos.    | Piloto               | Equipo    | Tiempo       | Pts. |
| ------- | -------------------- | --------- | ------------ | ---- |
| 1       | Mike Hailwood        | MV Agusta | 1h 18' 25" 3 | 8    |
| 2       | Jack Ahearn          | Norton    | +2' 38" 2    | 6    |
| 3       | Phil Read            | Matchless | +2' 39" 1    | 4    |
| 4       | Gyula Marsovszky     | Matchless | +4' 31"      | 3    |
| 5       | Morrie Low           | Norton    | +1 Vuelta    | 2    |
| 6       | Fred Stevens         | Matchless | +1 giro      | 1    |
| 7       | Klaus Enders         | Norton    |              |      |
| 8       | Dennis Fry           | Norton    |              |      |
| 9       | Lewis Young          | Matchless |              |      |
| 10      | Andreas Georgeades   | Matchless |              |      |
| 11      | Ken King             | Norton    |              |      |
| 12      | Maurice Hawthorne    | Norton    |              |      |
| 13      | Hans-Otto Butenuth   | BMW       |              |      |
| 14      | Hartmut Allner       | BMW       |              |      |
| 15      | Bosse Granath        | Matchless |              |      |
| 16      | Hans-Jürgen Melcher  | Norton    |              |      |
| Ret     | Karl Recktenwald     | Norton    | Ret          |      |
| Ret     | Lothar John          | Norton    | Ret          |      |
| Ret     | Manfred Gäckle       | Matchless | Ret          |      |
| Ret     | Raymond Bogaerdt     | Norton    | Ret          |      |
| Ret     | Roy Robinson         | Norton    | Ret          |      |
| Ret     | Heiner Butz          | Norton    | Ret          |      |
| Ret     | Sven-Olov Gunnarsson | Norton    | Ret          |      |
| Ret     | Gustav Havel         | Jawa      | Ret          |      |
| Ret     | Dan Shorey           | Norton    | Ret          |      |
| Ret     | Paddy Driver         | Matchless | Ret          |      |
| Ret     | Jack Findlay         | Matchless | Ret          |      |
| Ret     | Rudolf Bergsleithner | Norton    | Ret          |      |
| Ret     | Derek Woodman        | Matchless | Ret          |      |
| Ret     | Walter Scheimann     | Norton    | Ret          |      |
| Ret     | Ernst Hiller         | Norton    | Ret          |      |
| Ret     | Vernon Cottle        | Norton    | Ret          |      |
| Ret     | Manfred Zeller       | Norton    | Ret          |      |
| DNQ     | Dennis Ainsworth     | Norton    | DNQ          |      |
| DNQ     | Mike Hailwood        | MV Agusta | DNQ          |      |
| DNQ     | Alberto Pagani       | Bianchi   | DNQ          |      |
| DNQ     | Max Raab             | Bianchi   | DNQ          |      |
| DNQ     | Horst Seidl          | Norton    | DNQ          |      |
| DNQ     | John Smith           | Norton    | DNQ          |      |
| DNQ     | Art van Kooij        | Norton    | DNQ          |      |
| DNQ     | Remo Venturi         | Bianchi   | DNQ          |      |
| Fuente: |                      |           |              |      |

## Resultados 350cc
Jim Redman ganó su tercer GP consecutivo y se quedaba como gran favorito para el título. Ahora era el protegido de Redman Bruce Beale, que con su segunda posición en esta carrera, amenazaba el subcampeonato de Mike Duff (AJS 7R) en la clasificación general.
| Pos. | Piloto             | Moto      | Tiempo       | Pts. |
| ---- | ------------------ | --------- | ------------ | ---- |
| 1    | Jim Redman         | Honda     | 1h 02' 47" 5 | 8    |
| 2    | Bruce Beale        | Honda     | +59" 9       | 6    |
| 3    | Mike Duff          | AJS       | +3' 28" 9    | 4    |
| 4    | Gilberto Milani    | Aermacchi | +3' 30" 5    | 3    |
| 5    | Paddy Driver       | AJS       | +3' 31" 9    | 2    |
| 6    | Vernon Cottle      | AJS       | +4' 09" 4    | 1    |
| 7    | Derek Woodman      | AJS       | +4' 21" 6    |      |
| 8    | Karl Hoppe         | AJS       |              |      |
| 9    | Heiner Butz        | Norton    |              |      |
| 10   | Fred Stevens       | AJS       |              |      |
| 11   | Dan Shorey         | AJS       |              |      |
| 12   | Albert Handermann  | Norton    |              |      |
| 13   | Kenneth King       | Norton    |              |      |
| 14   | Horst Ebert        | AJS       |              |      |
| 15   | Hans-Otto Butenuth | Norton    |              |      |
| Ret  | Jack Ahearn        | Norton    | Ret          |      |
| Ret  | Ian Noel Burne     | AJS       | Ret          |      |
| Ret  | Jack Findlay       | AJS       | Ret          |      |
| Ret  | Dennis Fry         | Norton    | Ret          |      |
| Ret  | Gustav Havel       | Jawa      | Ret          |      |
| Ret  | Walter Kaletsch    | Norton    | Ret          |      |
| Ret  | Fritz Klager       | Horex     | Ret          |      |
| Ret  | Edy Lenz           | Norton    | Ret          |      |
| Ret  | Guyla Marsovski    | Norton    | Ret          |      |
| Ret  | Heinrich Rosenbuch | Norton    | Ret          |      |
| Ret  | Ronald Vooth       | Norton    | Ret          |      |
| Ret  | Anthony Woodman    | AJS       | Ret          |      |
| Ret  | Manfred Zeller     | AJS       | Ret          |      |
| DNS  | Giacomo Agostini   | Morini    | DNS          |      |
| DNS  | Tarquinio Provini  | Benelli   | DNS          |      |
| DNQ  | Dennis Ainsworth   | Norton    | DNQ          |      |
| DNQ  | Mike Hailwood      | MV Agusta | DNQ          |      |
| DNQ  | Alberto Pagani     | Bianchi   | DNQ          |      |
| DNQ  | Max Raab           | Bianchi   | DNQ          |      |
| DNQ  | Horst Seidl        | Norton    | DNQ          |      |
| DNQ  | John Smith         | Norton    | DNQ          |      |
| DNQ  | Art van Kooij      | Norton    | DNQ          |      |
| DNQ  | Remo Venturi       | Bianchi   | DNQ          |      |

## Resultados 250cc
En su primera aparición en el extranjero, Giacomo Agostini con su Moto Morini 250 Bialbero hizo el tiempo de entrenamiento más rápido. Pero en la carrera la victoria estuvo entre Phil Read (Yamaha RD 56) y Jim Redman (Honda RC 164). Read ganó con una ventaja de tres segundos. Mike Duff quedó en tercer lugar con el segundo RD 56, por delante de Agostini.
| Pos. | Piloto               | Moto         | Tiempo    | Pts. |
| ---- | -------------------- | ------------ | --------- | ---- |
| 1    | Phil Read            | Yamaha       | 48' 16" 4 | 8    |
| 2    | Jim Redman           | Honda        | +3" 1     | 6    |
| 3    | Mike Duff            | Yamaha       | +9" 8     | 4    |
| 4    | Giacomo Agostini     | Moto Morini  | +35" 1    | 3    |
| 5    | Tarquinio Provini    | Benelli      | +52" 9    | 2    |
| 6    | Luigi Taveri         | Honda        | +2' 31" 9 | 1    |
| 7    | Günter Beer          | Honda        |           |      |
| 8    | Hans-Georg Anscheidt | Aermacchi    |           |      |
| 9    | Lothar John          | Bultaco      |           |      |
| 10   | Wilhelm Atterer      | NSU Sportmax |           |      |
| 11   | Lothar Luhr          | Adler        |           |      |
| 12   | Conrad Scharf        | NSU          |           |      |
| 13   | Kurt Guthier         | NSU          |           |      |
| 14   | Jess Thomas          | Bultaco      |           |      |
| 15   | Helmut Henninger     | Adler        |           |      |
| 16   | Richard Wyler        | Aermacchi    |           |      |
| Ret  | Trevor Barnes        | Moto Guzzi   | Ret       |      |
| Ret  | Bruce Beale          | Honda        | Ret       |      |
| Ret  | Wilhelm Burkert      | Adler        | Ret       |      |
| Ret  | Karl-Julius Holthaus | NSU          | Ret       |      |
| Ret  | Fritz Klager         | NSU          | Ret       |      |
| Ret  | Siegfried Lohmann    | Adler        | Ret       |      |
| Ret  | Gilberto Milani      | Aermacchi    | Ret       |      |
| Ret  | Ginger Molloy        | Bultaco      | Ret       |      |
| Ret  | Richard Morley       | Parilla      | Ret       |      |
| Ret  | Alberto Pagani       | Paton        | Ret       |      |
| Ret  | Bert Schneider       | Suzuki       | Ret       |      |
| Ret  | Alan Shepherd        | MZ           | Ret       |      |
| Ret  | Ramón Torras         | Bultaco      | Ret       |      |
| Ret  | Ernst Weiss          | Cotton       | Ret       |      |
| DNQ  | Karl-Erich Waldmann  | Adler        | DNQ       |      |
| DNQ  | Martin Sicheneder    | Lube         | DNQ       |      |
| DNQ  | Tommy Robb           | Yamaha       | DNQ       |      |
| DNQ  | Stanislav Malina     | ČZ           | DNQ       |      |
| DNQ  | Isamu Kasuya         | Honda        | DNQ       |      |
| DNQ  | Silvio Grassetti     | Bianchi      | DNQ       |      |
| DNQ  | Rex Avery            | Yamaha       | DNQ       |      |

## Resultados 125cc
En el octavo de litro, Luigi Taveri se había recuperado de la lesión que había sufrido durante Gran Premio de los Países Bajos, pero no pudo evitar que su compañero de equipo Jim Redman ganara. Taveri quedó en segundo lugar con una gran ventaja sobre Walter Scheimann, quien con su Honda CR 93 fue más rápido que Bert Schneider (Suzuki RT 64).
| Pos. | Piloto                  | Moto    | Tiempo    | Pts. |
| ---- | ----------------------- | ------- | --------- | ---- |
| 1    | Jim Redman              | Honda   | 45' 42" 9 | 8    |
| 2    | Luigi Taveri            | Honda   | +52" 8    | 6    |
| 3    | Walter Scheimann        | Honda   | +4' 33" 8 | 4    |
| 4    | Bert Schneider          | Suzuki  | +4' 34" 7 | 3    |
| 5    | Richard Thomas          | Honda   | +5' 44" 9 | 2    |
| 6    | Peter Eser              | Honda   | +1 Vuelta | 1    |
| 7    | Richard Wyler           | Honda   |           |      |
| 8    | Jim Ferdinand Gustafson | Honda   |           |      |
| 9    | Vagn Stevnhoved         | MZ      |           |      |
| 10   | Walter Kaletsh          | Mondial |           |      |
| Ret  | Hugh Anderson           | Suzuki  | Ret       |      |
| Ret  | Mike Duff               | Yamaha  | Ret       |      |
| Ret  | Martin Sicheneder       | Lube    | Ret       |      |
| Ret  | Ralph Bryans            | Honda   | Ret       |      |
| Ret  | Chris Vincent           | Honda   | Ret       |      |
| Ret  | Bob Coulter             | Bultaco | Ret       |      |
| Ret  | Les Allen               | Bultaco | Ret       |      |
| Ret  | Bruce Beale             | Honda   | Ret       |      |
| Ret  | Manfred Magnus          | Honda   | Ret       |      |
| DNQ  | César García            | Lube    | DNQ       |      |
| DNQ  | Santiago Herrero        | Bultaco | DNQ       |      |
| DNQ  | Jan Huberts             | Bultaco | DNQ       |      |
| DNQ  | Siegfried Lohmann       | Bultaco | DNQ       |      |
| DNQ  | Stanislav Malina        | ČZ      | DNQ       |      |
| DNQ  | Tommy Robb              | Yamaha  | DNQ       |      |
| DNQ  | Jacques Roca            | MZ      | DNQ       |      |
| DNQ  | Philippe Toussaint      | Bultaco | DNQ       |      |
| DNQ  | Cees van Dongen         | Honda   | DNQ       |      |
| DNQ  | Erich Wunsche           | Ducati  | DNQ       |      |

## Resultados 50cc
Hugh Anderson no pudo comenzar debido a una lesión, pero el daño fue limitado porque su mayor rival para el título Hans-Georg Anscheidt solo terminó cuarto. Ralph Bryans condujo la Honda RC 113 a la victoria por delante de Isao Morishita y Mitsuo Itoh.
| Pos. | Piloto               | Moto     | Tiempo    | Pts. |
| ---- | -------------------- | -------- | --------- | ---- |
| 1    | Ralph Bryans         | Honda    | 51' 22" 1 | 8    |
| 2    | Isao Morishita       | Suzuki   | +1' 31" 7 | 6    |
| 3    | Mitsuo Itoh          | Suzuki   | +1' 57" 9 | 4    |
| 4    | Hans-Georg Anscheidt | Kreidler | +3' 00"   | 3    |
| 5    | Peter Eser           | Honda    | +1 Vuelta | 2    |
| 6    | Albert Beirle        | Kreidler | +1 Vuelta | 1    |
| 7    | Volker Kramer        | Eigenbau |           |      |
| 8    | Herbert Denzler      | Kreidler |           |      |
| 9    | Gerhard Thurow       | Kreidler |           |      |
| 10   | Cees van Dongen      | Kreidler |           |      |